# 390 هـ
390 هـ هي سنة في التقويم الهجري امتدت مقابلةً في التقويم الميلادي بين سنتي 999 و1000.

## مواليد
- ابن رشيق القيرواني
- ابن شرف القيرواني

## وفيات
- أمة السلام بنت أحمد البغدادية
- طاهر بن محمد بن عبدالله
- عبد الله بن محمد التجيبي
- ابن العريف
- صبح البشكنجية سلطانة الحكم المستنصر بالله وأم هشام المؤيد بالله.
- برجوان